# カラタユー
カラタユー（Calatayud、アラゴン語：Calatayú）は、スペイン・アラゴン州サラゴサ県に属するムニシピオ（基礎自治体）。2014年の人口は20,658人。エブロ川の支流ハロン川に沿い、北緯41度21分西経1度38分に位置する。北東に87kmの距離にサラゴサがある。

## 歴史
ローマ人により「アウグスタ・ビルビリス」という名前で建設された。現在のカラタユーの北4kmに遺跡が残っている。ローマ詩人マルティアリスはその地の生まれである。
現在の市街はイスラム教徒によってアユーブ城の周りに建てられたもので、古くからのビルビリスの住民はいなくなった。「アユーブ城の砦」がカラタユーの語源になっている。1120年、アラゴン王国のアルフォンソ1世により征服された。
カラタユーはコムニダ・デ・カラタユー郡の都である。19世紀に3年間この郡を中心にいくつかの郡を集めてカラタユー県が置かれ、カラタユーが県都となったことがある。

## 名所

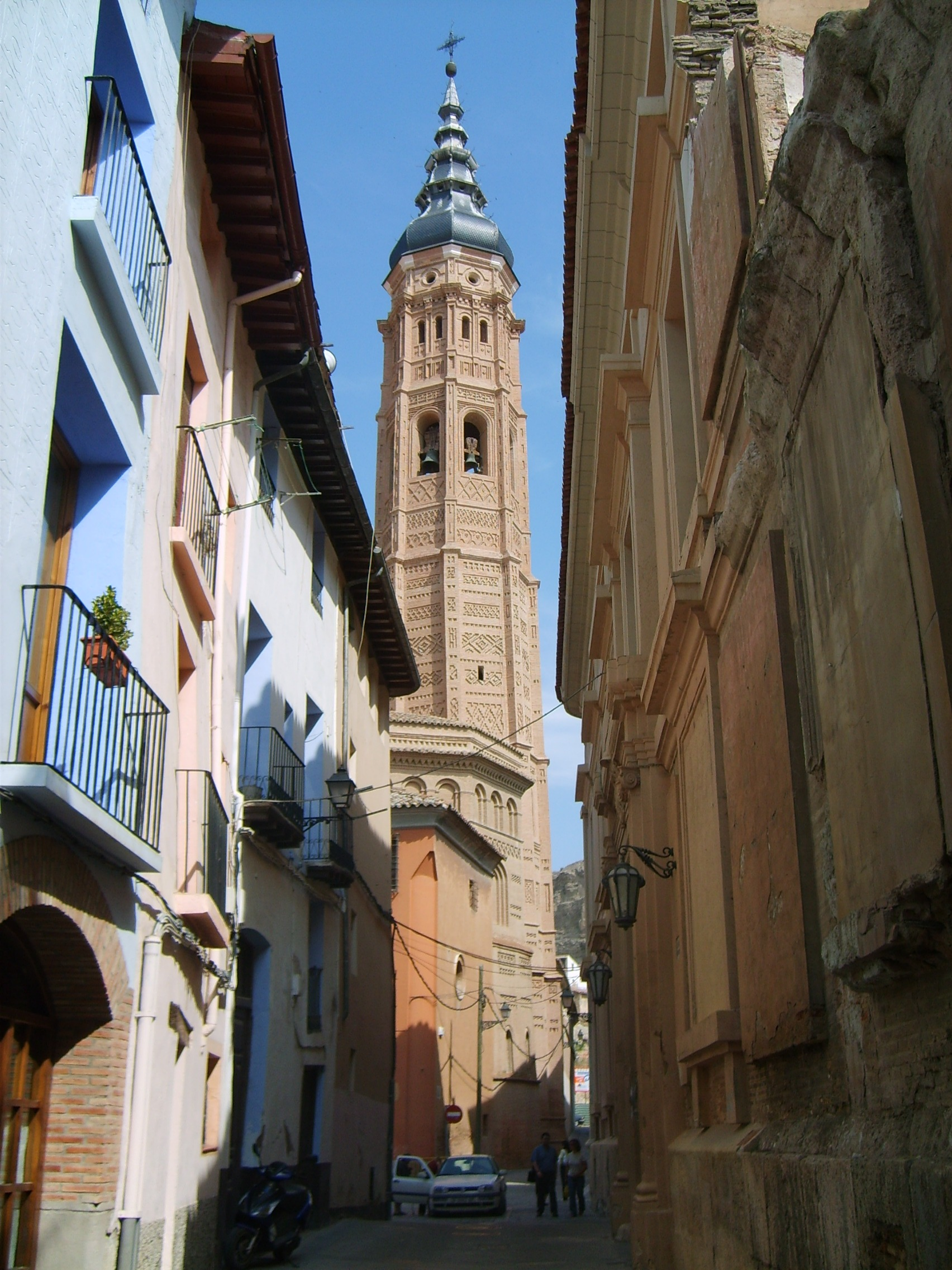
サンタ・マリア教会の塔

- サンタ・マリア教会 - 町の中心部にあったモスクの上に建てられた。16世紀に造られたムデハル様式の後陣や塔があり、世界遺産に登録された「アラゴンのムデハル様式の建築物」の一部となっている。
- サン・ペドロ・デ・ロス・フランコス教会 - アルフォンソ1世とともにカラタユーを征服したフランス人によって建てられた。1461年、この教会でフェルナンド2世の立太子式がアラゴン議会の承認のもとに行われた。1978年、現代のアラゴン議会が初めて開かれたのもこの教会の中である。

## 交通
マドリードからカラタユーを通ってサラゴサ、タラゴナに向かう高速鉄道（AVE）の駅がある。2007年にはバルセロナまで延伸する予定である。マドリードからは1時間10分。
同様にマドリードからカラタユーを通ってサラゴサ、バルセロナに向かう高速道路A-2が通じている。